# Holoplatys minuta
Holoplatys minuta là một loài nhện trong họ Salticidae. Loài này được phát hiện ở Queensland.